# Carrie au bal du diable
Pour les articles homonymes, voir Carrie.
Série
Carrie 2 : La Haine
(1999)
Pour plus de détails, voir Fiche technique et Distribution.
Carrie au bal du diable (Carrie) est un film d'horreur américain réalisé par Brian De Palma, sorti en 1976. Il s'agit de l'adaptation de Carrie (1974), premier roman de l'écrivain Stephen King. Le film s'éloigne parfois ostensiblement du roman, alternant ellipses et ajouts dans l'histoire.
L'adolescente Carrie White (Sissy Spacek) est la souffre-douleur des élèves de son lycée mais, un jour, elle se découvre des pouvoirs de télékinésie après une énième humiliation que lui font subir ses pairs, certains enseignants et la torture psychologique de sa mère. Vient alors l'heure de la vengeance.
Le film a été un succès majeur aux États-Unis, rapportant plus de 33 millions de dollars au box-office américain, pour un budget de 1 800 000 dollars. C'est aussi un succès critique. D'un point de vue technique, il est un des premiers films à avoir mis en valeur un montage de scène par adjonction d'images simultanées, accroissant l'effet d'horreur des pouvoirs de Carrie lors du bal[réf. nécessaire].
Éloigné du genre de l'horreur mais croisé avec le style psychologique, ce film est l’un des plus dérangeants, étant même utilisé comme inspiration par des réalisateurs (Ari Aster, Jordan Peele…).

## Synopsis
Carrie White est une adolescente de dix-sept ans, étudiante au lycée de sa ville. Elle est timorée, introvertie et solitaire. Elle ne cherche pas à correspondre aux canons de la mode, plutôt à passer inaperçue pour ne pas être dérangée. Pourtant, sa nature timide fait qu'elle est involontairement devenue souffre-douleur de ses camarades de classe.
Lors d'une douche commune qui suit un cours d'éducation physique, elle remarque des saignements provenant d'entre ses jambes. N'ayant jamais été mise au courant des menstruations par quiconque, elle panique publiquement car elle ne peut s'expliquer ce qui lui arrive. Elle est profondément humiliée par ses camarades féminines en se faisant bombarder de tampons et serviettes hygiéniques sous des huées et des rires gras. La professeur de sport, Miss Collins, se met en rage contre ses camarades. Elle vient la consoler puis la renvoie chez elle pour la journée.
Exaspérée de s'entendre appeler « Cassie » par le directeur qui n'a que faire de ses tourments, Carrie montre le jour même dans le bureau de ce dernier un avant-goût de ses pouvoirs télékinétiques, en brisant par la colère un cendrier.
Margaret White, la mère de Carrie, est une maniaque extrémiste religieuse. Outre qu'elle a des idées très arrêtées sur la nature féminine qui d’après elle appelle spontanément au péché, elle tente de convertir à sa foi absolutiste la famille de Susan Snell, une camarade de classe de Carrie qui ne la fait que peu souffrir. Rentrant chez elle, la mère a une conversation avec sa fille et la réprimande violemment, lui affirmant que ce sont les péchés de Carrie qui ont conduit à ce qu'elle atteigne la puberté. L'adolescente, en pleurs, est ensuite enfermée dans un placard obscur et lugubre où la mère lui impose de prier pour expier ses fautes.
La vie reprend au lycée où Carrie étudie. Celle-ci s'intéresse à la télékinésie via la bibliothèque tandis que les autres filles sont collégialement punies par la prof de sport à cause de l'humiliation qu'elles ont fait subir à leur camarade : cinquante-cinq minutes de retenue en sport tous les jours. Les réfractaires s'exposent en plus à trois jours d'exclusion et à l'interdiction de venir au bal de promotion de fin d'année qui approche à grands pas.
Susan, qui s'avère être celle qui a eu l'idée de jeter les tampons sur Carrie, en est extrêmement honteuse. Pour se racheter, elle demande à Tommy Ross, son petit-ami, d'inviter Carrie au bal de fin d'année. Celle-ci, profondément étonnée de susciter ainsi l'intérêt de quelqu'un, présume que l'on se moque une nouvelle fois d'elle. Devant l'insistance du jeune homme qui, au lieu de la prendre de haut, est au contraire sincèrement doux et plaisant, elle accepte finalement.
Une nouvelle violente dispute contre sa mère contraint Carrie à user de ses dons. Terrifiée, Margaret ne parvient plus à retenir sa fille, même avec la souffrance, la cruauté et les menaces qu'elle profère. Le bal peut commencer.
Carrie devient gracieuse dans sa robe élégante de satin blanc. Elle reste très anxieuse mais elle parvient à profiter de la soirée, rassurée par Tommy, qu'elle finit par tendrement embrasser sur scène. Elle se croit dans un rêve, ou sur Mars comme elle le confie à la professeur de sport.
Pourtant, une autre camarade de classe de Carrie va transformer ce rêve en cauchemar : il s'agit de Chris Hargensen, une pimbêche maniérée, qui a été exclue du bal pour s'être rebellée contre la punition infligée par la prof de sport. Secrètement, elle est parvenue à rentrer dans le gymnase et s'est cachée sous l'estrade avant même le début de la soirée. Pour se venger d'avoir été exclue du bal, elle a préparé un piège avec l'aide de son petit-ami, Billy Nolan. Du sang de cochon a été recueilli dans un seau puis disposé à plusieurs mètres au-dessus de l'estrade de la salle de danse, sur une poutre. Les résultats ayant été truqués par les deux compères, Carrie gagne le concours de la reine de la soirée. Savourant son bonheur, elle monte sur scène. Le drame commence lorsque Chris tire sur la corde, déversant le sang de porc directement sur la jeune fille.
Mortifiée, Carrie est en état de sidération. Le choc que cela procure altère son jugement : elle pense que la surprise du public fait qu'ils rient d'elle, alors qu'ils sont juste stupéfaits. Sous l'emprise de la rage qui l'anime, Carrie utilise ses pouvoirs pour faire le plus de mal possible à ceux qui croisent sa route. Tommy, près d'elle, se met en colère contre ce qui vient de se passer. Il est violemment assommé par le seau qui retombe, et tombe inerte au sol, peut-être mort. Carrie scelle les portes par sa volonté, ouvre les tuyaux à incendie (et noie ainsi Norma, la première à avoir explosé de rire en la montrant du doigt), électrocute le directeur et le professeur de littérature au moment où ceux-ci essayent de s'emparer du micro pour appeler tout le monde au calme. Elle écrase le professeur de sport avec un panneau de basket et provoque l'incendie de la salle. Elle sort finalement du gymnase, enfermant ses camarades dans le bâtiment en feu. Sur la route, elle croise un camion de pompier, puis se retourne et voit Chris lui foncer dessus au volant de la voiture de Billy (qui est sur le siège du passager). Carrie provoque l'embardée du véhicule qui effectue plusieurs tonneaux avant d'exploser en flammes, tuant ainsi ses occupants.
Carrie revient chez elle, prend un bain, puis supplie sa mère de la réconforter. Elle se morfond de ne pas l'avoir écoutée. Margaret raconte alors l'histoire tragique de la naissance de Carrie et essaye alors de tuer sa fille en lui plantant un couteau dans le dos (elle espère ainsi que Dieu lui pardonne ses péchés), mais elle échoue. C'est Carrie qui la tue en utilisant ses pouvoirs pour lui envoyer des couteaux. Puis Carrie met le feu à la maison et s'enferme dans un placard avec le cadavre de sa mère, laissant la maison s'effondrer sur elles.
La mère de Susan veille sur sa fille, la seule survivante du drame du gymnase (elle avait essayé, en vain, de prévenir la prof de sport du piège monté par Chris, mais s'était fait expulser de la salle car l'adulte croyait qu'elle était de manigance avec Chris). Dans l'un de ses rêves, Susan vient déposer des fleurs sur les débris de la maison de Carrie sur lequel est marqué « Carrie White brûle en enfer » (« Carrie White burns in hell »). La main ensanglantée de celle-ci en sort ; Susan est en fait bien allongée dans son lit, mais elle hurle de terreur et s’effondre en larmes en se réveillant dans les bras de sa mère.

## Fiche technique
- Titre original et québécois : Carrie
- Titre français : Carrie au bal du diable
- Réalisation : Brian De Palma
- Scénario : Lawrence D. Cohen d'après le roman de Stephen King
- Musique : Pino Donaggio
- Photographie : Mario Tosi
- Montage : Paul Hirsch
- Producteurs : Brian De Palma, Paul Monash et Louis A. Stroller
- Société de production : Redbank Films
- Sociétés de distribution : United Artists (États-Unis), Carlotta Films (France)
- Tournage : de mai à juillet 1976, dans les environs de Los Angeles
- Budget : 1 800 000 de dollars[2]
- Pays de production :  États-Unis
- Langue originale : anglais
- Format : couleur - 1,85:1 - 35 mm - son stéréo
- Genre : horreur, fantastique, drame
- Durée : 98 minutes
- Dates de sortie[3] :
  - États-Unis : 31 octobre 1976 (avant-première), 3 novembre 1976 (sortie nationale)
  - France : janvier 1977 (Festival international du film fantastique d'Avoriaz), 22 avril 1977 (sortie nationale)
- Classification :
  - États-Unis : R
  - France[4] : interdit aux moins de 12 ans[a]
- Affiche : Jouineau Bourduge (France)

## Distribution
- Sissy Spacek (VF : Sylviane Margollé) : Carrietta « Carrie » Nadine White, une adolescente souffre-douleur de ses camarades de classe
- Piper Laurie (VF : Nicole Favart) : Margaret White, mère de Carrie et fanatique de la religion
- Amy Irving (VF : Martine Messager) : Susan Snell, jeune lycéenne décidant d'aider Carrie
- William Katt (VF : Pierre Jolivet) : Tommy Ross, ami de Sue et cavalier de Carrie au bal
- Nancy Allen (VF : Béatrice Delfe) : Chris Hargensen, peste du lycée et commanditaire de la blague de mauvais goût au bal
- John Travolta (VF : José Luccioni) : Billy Nolan, loubard et petit ami de Chris
- Betty Buckley (VF : Évelyn Séléna) : Miss Andrea Collins, professeur de sport qui défend Carrie
- Priscilla Pointer (VF : Régine Blaess) : Charlotte Snell, mère de Sue
- P. J. Soles : Norma, lycéenne rebelle avec une casquette de Baseball
- Sydney Lassick (VF : Philippe Dumat) : M. Fromm, professeur de français
- Stefan Gierasch (VF : Michel Gudin) : M. Morton, proviseur du lycée
- Cameron De Palma (VF : Jackie Berger) : Tommy Erbter, un petit garçon d'école maternelle

## Production

### Développement
Carrie est le premier roman de l’écrivain Stephen King, publié en 1974.
Dans une interview à Cinefantastique en 1977, Brian De Palma rapporte :

« J'ai lu le livre. Il m'avait été suggéré par un ami auteur. Je crois que c'était il y a environ deux ans (ndlr 1975). Je l'ai apprécié et j'ai appelé mon agent pour trouver qui en possédait les droits. J'ai découvert que personne ne les avait achetés. Beaucoup de studios voulaient les droits, j'ai donc appelé plusieurs personnes auxquelles j'ai dit que c'était un livre incroyable et que j'avais très envie de le faire,. »

### Attribution des rôles
Les auditions pour le film sont effectuées en parallèle de celles de La Guerre des étoiles, dirigées par George Lucas. William Katt a d'abord passé des essais pour le rôle de Luke Skywalker avant de décrocher finalement celui de Tommy Ross dans Carrie au bal du diable. Sissy Spacek avait par ailleurs passé le casting pour la princesse Leia, tandis que Carrie Fisher avait également été testée pour Carrie.
Brian De Palma n'avait pas songé à prendre Sissy Spacek pour le rôle de Carrie jusqu'à ce que son mari Jack Fisk (décorateur sur Phantom of the Paradise et Carrie) ne le convainque. Son audition a tellement plu à De Palma qu'il lui a donné le rôle principal. Melanie Griffith avait auparavant auditionné pour le rôle.
Brian De Palma choisit Piper Laurie pour le rôle de Margaret White. L'actrice n'était plus apparue au cinéma depuis L'Arnaqueur (1961).
Nancy Allen et Piper Laurie ont déclaré plus tard qu'elles ne s'étaient pas rendu compte à quel point leurs personnages étaient méchants avant qu'elles ne visionnent le film. Piper Laurie s'imaginait même qu'elle tournait une comédie.
Nancy Allen avait également été testée pour le rôle de Carrie, tandis que Sissy Spacek fut également envisagée pour incarner Chris, la garce qui martyrise Carrie.
John Travolta est choisi pour le rôle de Billy, le petit copain de Chris. À l'époque, l'acteur était déjà une vedette aux États-Unis grâce à la série télévisée Welcome Back, Kotter (jamais diffusé dans les pays francophones).
Amy Irving, qui joue la fille de Priscilla Pointer dans le film, est sa véritable fille. En parallèle de son audition pour le film, elle a aussi passé des essais pour le rôle de la princesse Leia.

### Tournage
Pour être plus crédible dans son rôle, Sissy Spacek a décidé de ne pas fraterniser avec les autres acteurs afin d'avoir de véritables ressentiments de timidité et de rejet. Aussi lorsqu'elle observait le tournage, elle se cachait toujours dans l'ombre du plateau. De plus, sa loge était remplie de livres religieux et de musiques classiques, tout ce qui lui permettait d'oublier son vrai monde.
Jugeant que le film dégageait une atmosphère de livre de contes, Jack Fisk, un des directeurs artistiques, savait qu'il devait trouver le « bon look » pour la maison de Carrie. Il a trouvé la maison idéale à la petite ville de Piru, située à 130 kilomètres de Los Angeles, une vieille bâtisse dont l'aspect fermé et mal assemblé donnait un air d'étrangeté. Un modèle réduit à l'échelle 1/2 a été construit puis détruit par les flammes pour la scène du suicide de Carrie.
Le placard de la maison dans lequel Margaret White enferme Carrie devait lui aussi avoir un aspect particulier. Il a été construit au centre de la maison pour en faire le cœur. Fisk a également rajouté une touche perturbante à l'intérieur du placard en enfonçant des fils dans un crucifix de plâtre pour le faire ressembler au corps de Saint Sébastien percé de flèches. Il a ouvert la bouche du personnage pour simuler un hurlement puis remplacé les cheveux en plâtre par de vrais cheveux peignés comme ceux de Margaret. Enfin, pour renforcer l'aspect horrifique, Fisk a ajouté une lumière contrôlée par un rhéostat derrière les yeux de verre du personnage, de façon à pouvoir augmenter ou réduire l'ombre en fonction de l'action.
Le sang apparaissant dans le film, aussi bien celui sous la douche que celui du cochon déversé sur Carrie au bal, était en réalité une substance créée par le directeur des effets spéciaux Gregory M. Auer et son équipe. Ils ont mélangé divers aliments rouges, verts et jaunes à une préparation vendue et utilisée dans l'industrie des cosmétiques. Cependant la chaleur des projecteurs faisait sécher cette substance qui restait par la suite collée sur Sissy Spacek. De ce fait, un technicien se tenait prêt avec un tuyau d'incendie pour arroser l'actrice dès que le faux sang commençait à se figer. Si Sissy Spacek a apprécié d'être couverte de sang au départ, elle a commencé à se sentir mal au fil des jours.
La séquence de la destruction de la salle du bal par Carrie utilise la technique de l'écran divisé. En 2001, le réalisateur a jugé que cet usage était une erreur car l'effet n'est pas adapté aux scènes d'action : il s'agit en effet « [d']une forme trop méditative, parfaite pour les contrepoints mais inappropriée quand il s'agit d'enchaîner des plans très rapidement. »
La séquence des couteaux volants tuant Margaret a été un défi très difficile à relever selon les dires de Gregory M. Auer. Il a donc fixé des couteaux à lames rétractables à des fils transparents. Dès que l'un d'eux frappait, la caméra était coupée, l'arme était retirée puis un couteau fixe était mis en place. Le procédé a été répété jusqu'à la fin de la scène, considérée comme l'une des plus impressionnantes du film.
La scène au ralenti montrant Susan s'avancer vers la tombe de Carrie avec une démarche lui conférant une allure surnaturelle a été en réalité tournée à l'envers (Amy Irving marchait en fait à reculons). En regardant la séquence dans le film, on peut apercevoir en arrière-plan une voiture de couleur rouge rouler en marche arrière. Par ailleurs, le passage où Carrie passe son bras et attrape celui de Susan devait être tourné avec une cascadeuse mais Sissy Spacek décida de la tourner elle-même. Malgré sa claustrophobie, l'actrice s'était installée dans une fosse puis avançait sa main de plus en plus loin à travers des gravats en pierre ponce pendant que la caméra tournait.

### Musique
À l'origine, Brian De Palma avait prévu de confier la partition du film à Bernard Herrmann, avec qui il avait déjà collaboré sur Sœurs de sang et Obsession. Mais le compositeur décède en décembre 1975, peu après avoir terminé la partition de Taxi Driver. C'est après avoir entendu la musique du film de Ne vous retournez pas que De Palma décide d'engager le compositeur Pino Donaggio. Leur collaboration ne s'arrêtera pas là puisqu'ils ont depuis travaillé ensemble sur de nombreux films.
On peut voir un hommage en forme de clin d'œil au compositeur Bernard Herrmann lorsque les pouvoirs de Carrie se manifestent : la musique de Donaggio joue alors des violons stridents, comme Herrmann l'avait fait pour la scène de la douche dans Psychose.
La sœur de l'actrice Amy Irving, qui tient le rôle de Sue, Katie Irving, chante deux chansons dans la bande originale du film : I Never Dreamed Someone Like You Could Love Someone Like Me et Born To Have It All.
Ce film a été l'occasion d'un des rares affrontements entre Brian De Palma et ses producteurs. En effet, un des producteurs voulait rajouter des paroles écrites par son épouse sur la musique de la séquence de la douche au début du film, ce qui aurait rendu la scène « ridicule » et Brian De Palma a dû batailler pour éviter que cela n'advienne.

## Accueil

### Critique
Carrie au bal du diable a reçu un accueil critique globalement très positif.
Sur le site agrégateur de critiques Rotten Tomatoes, le film obtient un score de 94 % d'avis favorables, sur la base de 78 critiques collectées et une note moyenne de 8,40 sur 10 ; le consensus du site indique : « Carrie est un regard horrifique sur les pouvoirs surnaturels, la cruauté au lycée et l'angoisse des adolescents — et nous offre l'une des scènes de bal les plus mémorables et les plus dérangeantes de l'histoire. ».
Sur Metacritic, le film obtient une note moyenne pondérée de 86 sur 100, sur la base de 21 critiques collectées ; le consensus du site indique : « Acclamation générale » (Universal Acclaim).

### Box-office
Le film a été un important succès commercial au box-office, rapportant une recette d'environ 33 800 000 $ en Amérique du Nord pour un budget de moins de 2 millions. En France, il réalise 1 290 685 entrées en salles.

## Distinctions

### Récompenses
- Festival international du film fantastique d'Avoriaz 1977 : Grand Prix et Mention Spéciale pour Sissy Spacek[14]
- National Society of Film Critics Awards 1977 : meilleure actrice pour Sissy Spacek

### Nominations
- Oscars 1977 : meilleure actrice pour Sissy Spacek et meilleure actrice dans un second rôle pour Piper Laurie
- Saturn Awards 1977 : meilleur film d'horreur
- Prix Edgar-Allan-Poe 1977 : meilleur film
- Golden Globes 1977 : meilleure actrice dans un second rôle pour Piper Laurie
- Prix Hugo 1977 : meilleur film dramatique

## Autour du film
Le nom de l'école dans le film, la « Bates High School », fait référence au tueur schizophrène Norman Bates du film Psychose (1960) d'Alfred Hitchcock. Elle s'appelait en réalité la « Pier Avenue Junior High » et était située à Hermosa Beach dans le comté de Los Angeles.
Le film est référencé dans le jeu vidéo Silent Hill (avec d'autres œuvres de Stephen King) : son personnage Alessa est une fille née avec des pouvoirs psychiques. Comme Carrie, elle est le souffre-douleur de ses camarades de classe ; sa mère fanatique la bat et la punit en l'enfermant dans une petite pièce. À la fin du jeu (où elle fait office de boss final), elle tue sa mère à l'aide de ses pouvoirs. On peut d'ailleurs voir l'affiche du film Carrie dans le jeu, sur un mur de la ville.

## Suites et nouvelles adaptations
Le film donna lieu à une suite en 1999, intitulée Carrie 2 (The Rage: Carrie 2) et réalisée par Katt Shea. Seule l'actrice Amy Irving est présente dans les deux films. Un remake pour la télévision a aussi été réalisé en 2002 : Carrie de David Carson.
En 2012, Kimberly Peirce dirige Carrie : La Vengeance (Carrie), une nouvelle adaptation du roman de Stephen King avec Chloë Grace Moretz dans le rôle de Carrie. Le film est sorti en 2013.